# Philoi
Philoi (griechisch φίλοι) waren in der Zeit des Hellenismus die politisch einflussreichen „Freunde des Königs“, also der hellenistischen Herrscher, die unter anderem den königlichen Rat bildeten.
Unter Philipp II. und seinem Sohn Alexander der Große nahmen die Hetairoi eine solche Position ein. Ihre Zahl wuchs in der Zeit Alexanders auf über 100 an; Hetairos wurde schließlich zu einem Hoftitel und die Hetairoi bildeten ein den König beratendes Gremium. Im Ptolemäerreich, von dem wir diesbezüglich am besten informiert sind, existierten zahlreiche abgestufte Rangklassen. Die Philoi hielten sich, sofern nicht mit Aufgaben entfernt vom Hof betraut, dabei den ganzen Tag in der Umgebung des Königs auf.
Philoi sind später in zahlreichen hellenistischen Reichen nachweisbar. Im Seleukidenreich (belegt seit Seleukos IV.) wurden diese vom König in wichtige Positionen gesetzt, beispielsweise als Generäle, Gouverneure der Provinzen (Satrapien) und als Gesandte, um durch persönliche Bindung die Exekutive der Herrschaft in den Provinzen zu sichern. Diese Philoi wurden so zu einem fast unentbehrlichen Bestandteil der funktionsfähigen hellenistischen Reiche, faktisch zu einer neuen Adelsschicht. Das bezeugen auch Inschriften wie „König, Königin unsere Freunde und Heere...“ Auch der Leibarzt des Seleukidenherrschers Antiochos III. gehörte den Philoi an.